# Kim Seon-Young
Kim Seon-Young (en coreano: 김선영; 23 de febrero de 1979) es una deportista surcoreana que compitió en judo.
Participó en los Juegos Olímpicos de Sídney 2000, obteniendo una medalla de bronce en la categoría de +78 kg.Ganó tres medallas en el Campeonato Asiático de Judo entre los años 1996 y 2000.

## Palmarés internacional
| Juegos Olímpicos    | Juegos Olímpicos             | Juegos Olímpicos  | Juegos Olímpicos |
| Año                 | Lugar                        | Medalla           | Categoría        |
| ------------------- | ---------------------------- | ----------------- | ---------------- |
| 2000                | Sídney (Australia)           | Medalla de bronce | +78 kg           |
| Campeonato Asiático |                              |                   |                  |
| Año                 | Lugar                        | Medalla           | Categoría        |
| 1996                | Ciudad Ho Chi Minh (Vietnam) | Medalla de bronce | Abierta          |
| 1999                | Wenzhou (China)              | Medalla de plata  | +78 kg           |
| 2000                | Osaka (Japón)                | Medalla de plata  | +78 kg           |